# Europarekord
Ein Europarekord ist eine offizielle kontinentale Bestleistung in Europa in erster Linie im Sport. So führt beispielsweise der europäische Schwimmverband offizielle Rekordlisten. Ähnliche Rekordlisten werden auch für andere Sportarten geführt. Weiterhin gibt es dergleichen Rekordlisten für die anderen Kontinente.